# Flehingen (Adelsgeschlecht)

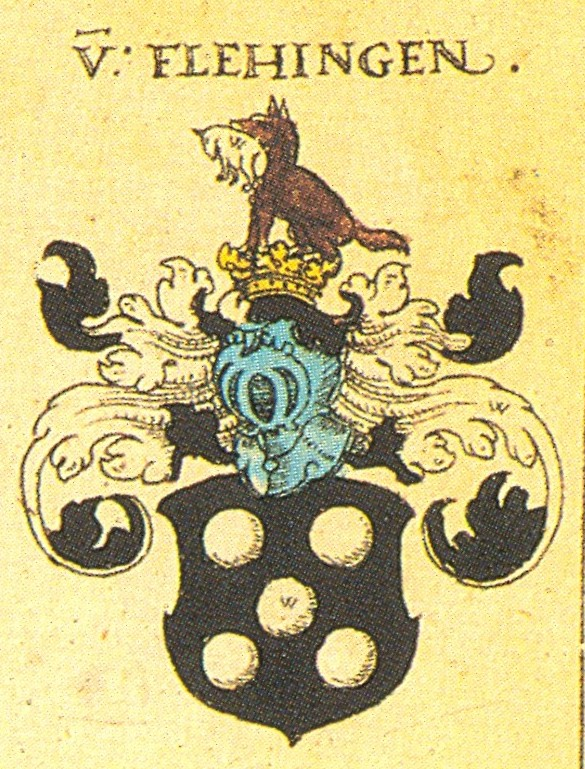
Das Wappen der Herren von Flehingen von Johann Siebmacher

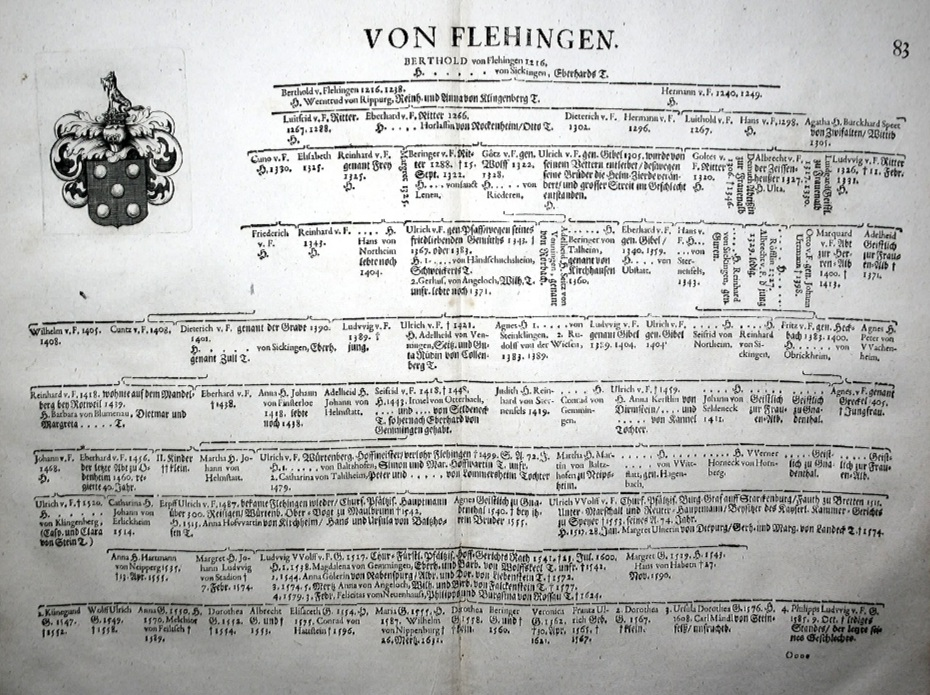
Stammtafel derer von Flehingen (um 1700)

Die Herren von Flehingen waren ein niederes Adelsgeschlecht und stammten  aus Flehingen. Sie hatten von 1396 bis 1637 als Lehen der Kurpfalz  den Ort Flehingen in Besitz. Die Verwandtschaft mit den im 18. Jahrhundert zum Ritterkreis Schwaben gehörenden Reichsrittern von Flehingen ist nicht eindeutig.

## Wappen

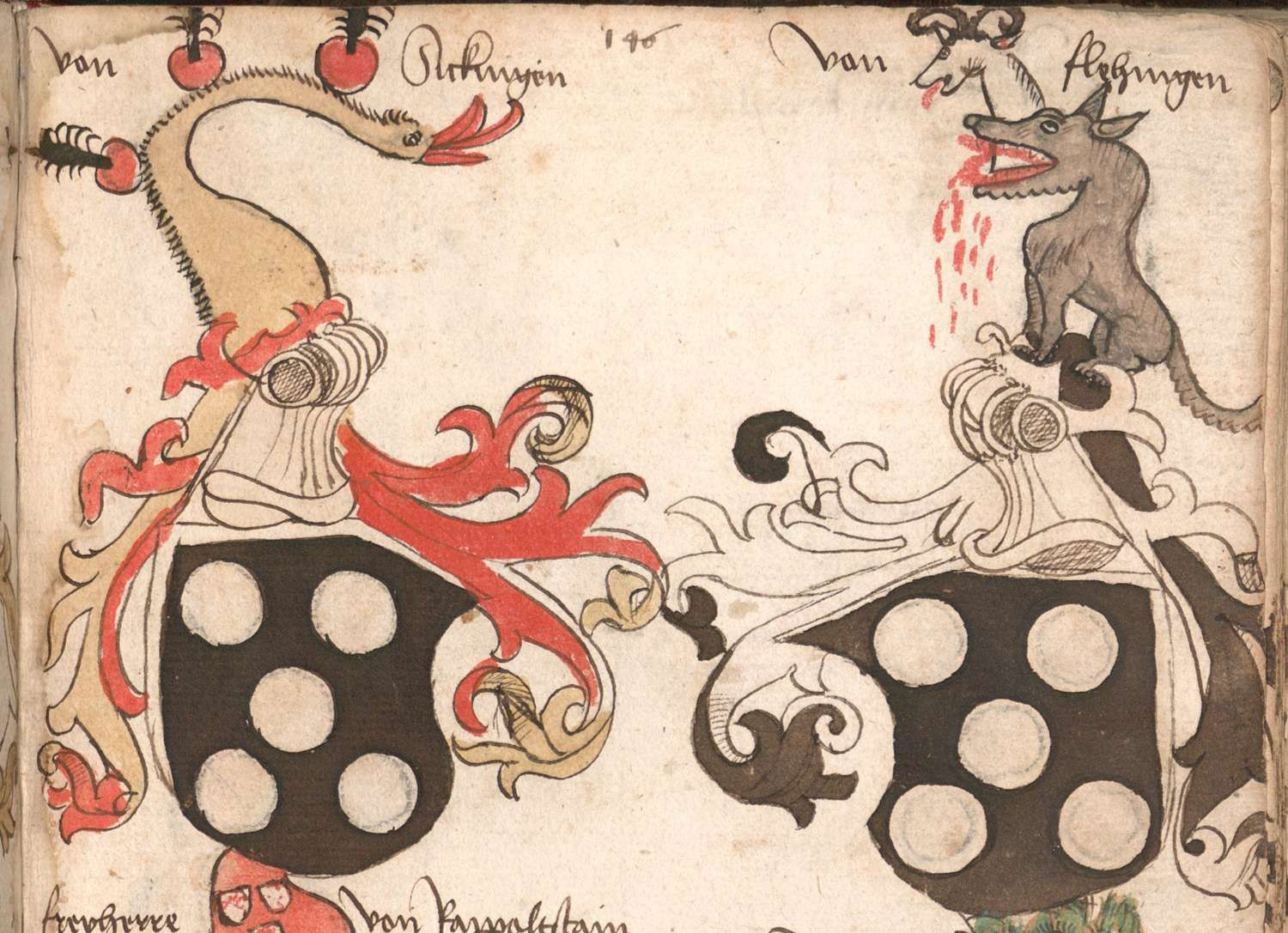
Wappen der stamm- und wappenverwandten Familien von Sickingen und von Flehingen im „Wernigeroder (Schaffhausenschen) Wappenbuch“ um 1475/1500
Wappen der ehemals selbständigen Gemeinde Flehingen

## Mitglieder der Familie
- Ludwig Wolff von Flehingen erbaute 1368 das Flehinger Schloss.
- Ulrich von Flehingen († 1421) war verheiratet mit Adelheid von Venningen.
- Reinhart von Flehingen 1440 Waldfaut im bischöflich-Speyrer Bienwald (zu Lauterburg/Elsass).[1]
- Ulrich von Flehingen († 1459), Sohn der Vorgenannten, war verheiratet mit Anna Kerstlin von Dirmstein.
- Ulrich von Flehingen, Sohn der Vorgenannten und württembergischer Hofmeister, er verlor 1499 Flehingen
- Erpff Ulrich von Flehingen († 1542) war ab 1508 Vogt beim Oberamt Bretten.
- Ulrich Wolf von Flehingen (* 1479;  † 1553), Sohn des Vorgenannten, bekam Flehingen wieder. Er war bis 1538 Vogt beim Oberamt Bretten.
- Ludwig Wolf von Flehingen (* 1517; † 1600) war kurpfälzischer Hofgerichtsrat in Heidelberg. Mit seinem Sohn starb die Familie im Mannesstamm aus. Er erbaute das Wasserschloss in Flehingen. Das Grabmal von Ludwig Wolf befindet sich in der evangelischen Pfarrkirche von Flehingen.